# Thanwa Raseetanu
Thanwa Rasetanu (en tailandés: ธันวา ราศีธนู) (Distrito de Si Bun Rueang, provincia de Nongbua Lamphu, 19 de diciembre de 1970-Bangkok, 7 de septiembre de 2021) fue un actor y cantante tailandés. Se hizo famoso a partir de 2006 de las obras de canción "Kai Ta Fang" (La gallina ciega/ไก่ตาฟาง).

## Biografía
Nacido el 19 de diciembre de 1970, nació en la provincia de Nongbua Lamphu. Se graduó de sexto grado.
Falleció en el Camillian Hospital de Bangkok el 7 de septiembre de 2021, a los 51 años, como consecuencia de COVID-19.

## Discografía

### Álbumes musicales
R-Siam
- 2010:  El camaleón de oro
- 2011:  La vieja rana
- 2012:  El ladrón de corazones
- 2013:  ¿Ira o Satanás?